# Миров, Лев Борисович
Лев Борисович Миров (26 декабря 1903, Москва, Российская империя — 22 января 1983, там же, СССР) — советский артист эстрады, актёр и конферансье. Народный артист РСФСР (1970).

## Биография
Родился 26 декабря 1903 года в Москве, в Старосадском Переулке, в большой еврейской семье (2 брата, 2 сестры), сын рабочего типографии Берки Ицковича Мирова и Тамары Берковны Пругер. Учился в балетной школе, играл в музыкально-драматическом театре в Москве. В 1933—1934 годах был участником конферанс-дуэта с актёром Е. Ефимовым (Коганом). 
В 1934—1935 годах работал артистом в Московском мюзик-холле.
В 1936—1949 годах работал дуэтом с Е. П. Дарским. В годы Великой Отечественной войны — артист агитбригады Главного политупраления ВМФ, выступал в частях и на кораблях Северного флота, был награждён. В 1950—1983 годах выступал в дуэте с Марком Новицким. В 1960—1970-е годы в паре с Марком Новицким — постоянный ведущий телевизионной передачи «Голубой огонёк».
Миров и Новицкий были одними из самых популярных юмористов-сатириков 1960—1970-х годов. В дуэте они исполняли скетчи, диалоги, парный конферанс. Дуэт Мирова и Новицкого был построен на контрастах — небольшого роста, плотный, даже несколько мешковатый, пожилой Миров и крупный, более молодой Новицкий. Персонаж Мирова — сердитый, ехидный, даже несколько грубоватый и бесцеремонный — поддевал персонажа Новицкого, робкого, интеллигентного.
Умер 22 января 1983 года в Москве после операции в связи с язвой желудка.
Похоронен на Кунцевском кладбище.

## Семья
- Жена — Ольга Александровна Мирова (1913 — 2002).
- Сын — Геннадий Львович Миров (1931 — 1988), инженер и изобретатель.
- Внук — Сергей Геннадьевич Миров (р. 1958), поэт, музыкант, режиссёр, теле- и радиоведущий.

## Фильмография
- 1954 — Весёлые звёзды
- 1959 — Особый подход
- 1969 — Похищение
- 1970 — Дело о…

## Озвучивание мультфильмов
- 1964 — Петух и краски (источник - титры мультфильма).